# Квятковски, Хайнц
Ха́йнрих «Хайнц» Квятко́вски (нем. Heinrich "Heinz" Kwiatkowski; 16 июля 1926, Гельзенкирхен, Веймарская республика — 23 мая 2008, Дортмунд, Германия) — немецкий футболист, вратарь. Игрок сборной ФРГ. В составе сборной стал чемпионом мира 1954 года, но так как основным вратарём был Тони Турек, провёл в чемпионате всего одну игру в групповом раунде против сборной Венгрии, которая закончилась со счётом 8:3 в пользу Венгрии. В 1958 году в составе сборной он опять участвовал в одном матче чемпионата мира, где в споре за третье место со счетом 6:3 сборная Германии уступила Франции. Сборная заняла четвёртое место. В обоих чемпионатах он играл в сборной под номером 22.
За свою карьеру Квятковский поиграл за такие клубы как «Шальке 04», «Рот-Вайсс» и «Боруссия» Дортмунд. С «Боруссией» он трижды становился чемпионом Германии: в 1956-м, 1957-м и 1963-м годах. В конце сезона 1963/64, с 6 мая 1964, он недолго занимал позицию тренера «Боруссии». В том сезоне команда заняла четвёртое место. Будучи игроком, он любил отбивать летящий в ворота мяч кулаком, за что получил прозвище Хайни Панч.
Умер Хайнц Квятковский в Дортмунде, в 2008, в возрасте 81 года.